# 莫莉花
莫莉花（1954年1月20日—），筆名茉莉或瑞典茉莉，中华人民共和国女作家、异议人士，湖南邵陽人，畢業於北京师范大学中文系教師進修班，曾任邵阳师范高等专科学校教師。1989年因参与六四學運被判处三年有期徒刑，出狱后流亡香港，後經聯合國難民署安排前往瑞典。現於瑞典某教育機構任職，兼作自由撰稿人。
莫莉花有大量文章見於海外報刊，并获得过纽约“萬人傑文化新聞獎”和香港“人權新聞獎”，曾撰文抨擊李敖是「台灣民主的禍害」。

## 著作
- 《人權之旅》
- 《山麓那邊是西藏》
- 《瑞典森林散步》
- 《反彈的彎枝與巨無霸》

## 主編書籍
- 《達蘭薩拉紀行》

## 外部連結
- 莫莉花的X（前Twitter）
- 瑞典茉莉的博客 - 万维读者网博客 （页面存档备份，存于）
- 博訊文壇、博訊博客 - 茉莉作品選編 （页面存档备份，存于）